# Straßenbahn Berlin–Hohenschönhausen

„Gruss aus Hohenschönhausen“ vor dem Lokal „Zum Storchnest“ mit Triebwagen 8 der Straßenbahn Berlin–Hohenschönhausen, um 1900

Die Straßenbahn Berlin–Hohenschönhausen war eine nach dem preußischen Kleinbahngesetz betriebene Straßenbahn zwischen Berlin und der 1920 nach Berlin eingemeindeten Landgemeinde Hohenschönhausen (ab 1911: Berlin-Hohenschönhausen). Betreiber der 1899 eröffneten Bahn war bis 1906 die Continentale Gesellschaft für elektrische Unternehmungen aus Nürnberg, anschließend die Aktiengesellschaft der Neuen Berliner Straßenbahnen Nordost. 1910 kaufte die Große Berliner Straßenbahn (GBS) die Gesellschaft auf und benannte sie in Nordöstliche Berliner Vorortbahn (NöBV) um. 1919 ging die Bahn in der GBS auf und wurde somit fester Bestandteil des Berliner Straßenbahnnetzes. Weite Teile der Strecke sind nach wie vor in Betrieb und werden gegenwärtig von der Straßenbahnlinie M5 der Berliner Verkehrsbetriebe (BVG) bedient.

## Geschichte

### Vorgeschichte
Hohenschönhausen befand sich nach dem Bau der Stettiner Bahn 1842 und der Ostbahn 1867 in einer Region, die nur unzureichend an das preußische Eisenbahnnetz angeschlossen war. Mit dem Bau des Zentralvieh- und Schlachthofs entlang der Ringbahn südlich der Landsberger Allee im Jahr 1881 setzte ein größeres Bevölkerungswachstum in der Gemeinde ein. Entlang der Berliner Straße (ab 1985: Konrad-Wolf-Straße) entstanden die Kolonien Neu-Hohenschönhausen auf dem Gebiet des heutigen Sportforums und Wilhelmsberg im Bereich des heutigen Ortsteils Fennpfuhl. Ein weiterer großer Arbeitgeber war ab 1892 das Brauhaus Hohenschönhausen (ab 1903: Löwenbrauerei) in der Berliner Straße.
1890 verkaufte Manon Gropius das Rittergut Hohenschönhausen an den Kaufmann Gerhard Puchmüller, der es ab 1892 parzellieren ließ. Im darauf folgenden Jahr erwarb der Aachener Bankier Henry Suermondt das Gut von Puchmüller und gründete zur Vermarktung der Flächen die Grunderwerbs- und Bau-Gesellschaft zu Berlin. In der Folge entstand auf dem Gelände zwischen der Berliner Straße und dem Orankesee die erste Hohenschönhauser Villenkolonie. Die Neue Boden Aktien-Gesellschaft erwarb später das nördlich davon am Obersee gelegene Gelände von der Brauerei, auf dem sich um die Jahrhundertwende eine zweite Villenkolonie entwickelte. Zur verkehrlichen Anbindung des Dorfes und der Kolonien an Berlin richtete die Grunderwerbs- und Bau-Gesellschaft im Jahr 1893 eine Pferdeomnibuslinie zur Kreuzung Landsberger Allee Ecke Elbinger Straße (heute: Danziger Straße) ein. Hier bestand Anschluss an die Linien der Neuen Berliner Pferdebahn (NBPf) in Richtung Alexanderplatz. Mit dem am 1. Mai 1895 eröffneten Ringbahnhof Landsberger Allee westlich der Gemeindegrenze verfügte Hohenschönhausen über einen weiteren Anbindepunkt an den öffentlichen Nahverkehr.

### Planung und Genehmigungsverfahren
Der Omnibus beförderte 1894 bereits 137.950 Personen und geriet damit bald an seine Leistungsgrenze. Im gleichen Jahr legte Suermondt dem Ausschuss des Kreises Niederbarnim einen Antrag auf Genehmigung einer Straßenbahnlinie Berlin–Hohenschönhausen vor. Dem Antrag lag ein detaillierter Plan der Strecke bei, die von der Landsberger Allee aus kommend über die Thaerstraße (ab 1911: Oderbruchstraße), Hohenschönhauser Straße und Berliner Straße zur Bahnhofstraße (ab 1912: Degnerstraße) führen sollte. Ausweichen waren in der Hohenschönhauser Straße sowie in Höhe der Orankestraße vorgesehen. Ferner sah der Plan einen Betriebshof mit angeschlossenem Elektrizitätswerk am östlichen Streckenende vor. Bis zum Steuerhaus an der Kreuzung Landsberger Allee Ecke Thaerstraße verlief die Bahn auf Berliner, anschließend bis zur Einmündung des heutigen Berkenbrücker Steigs auf Lichtenberger Gemeindegebiet.
Am 17. Januar 1895 erteilte der Kreisausschuss die Genehmigung für den in Lichtenberg verlaufenden Abschnitt unter Auflagen. Diese sahen eine Verlegung des Gleises auf der südlichen Straßenseite vor. Die Kosten für die Neu- oder Umpflasterung der Straßen hatte das Unternehmen zu tragen, ebenso das Entfernen der Gleise bei einer Stilllegung. Als Sicherheit musste eine Kaution in Höhe von 10.000 Mark hinterlegt werden. Den von der Landgemeinde Lichtenberg (ab 1907/08 mit Stadtrechten, ab 1912: Berlin-Lichtenberg) geforderten Baumschutzmaßnahmen auf Kosten der Unternehmerin musste nicht nachgekommen werden. Die Gemeinde Hohenschönhausen fasste am 30. Juli 1895 den Beschluss, die Genehmigung der Bahn bis zum 31. Dezember 1925 zu erteilen, das entsprechende Genehmigungsschreiben wurde am 20. Januar 1896 verfasst. Es entsprach in weiten Teilen seinem Lichtenberger Pendant, aus dem einige Passagen übernommen wurden. Die Gesellschaft stimmte dem am 29. Januar 1896 vorbehaltlos zu.
Zur Ausführung von Bau und Betrieb der Bahn schloss die Grunderwerbs- und Bau-Gesellschaft kurze Zeit darauf einen Vertrag mit der Continentalen Gesellschaft für elektrische Unternehmungen (Continentale) aus Nürnberg ab, die daraufhin im Jahr 1897 die Elektrische Straßenbahn Berlin–Hohenschönhausen gründete. In der Folge führte die Continentale Verhandlungen mit dem Berliner Magistrat, um die Bahn möglichst weit ins Weichbild der Stadt führen zu können. Beide Seiten einigten sich auf eine Verlängerung der Bahn über die Gleise der NBPf bis zur Landsberger Straße Ecke Waßmannstraße. Am 29. Juni sowie am 8. Juli 1898 unterzeichneten beide Seiten den entsprechenden Zustimmungsvertrag. Die Continentale verpflichtete sich darin, für die Nutzung der abgabepflichtigen Strecke jährlich acht Prozent der erzielten Bruttoeinnahmen an die Stadt Berlin abzugeben. Sollten die Gewinne sechs Prozent des investierten Kapitals übersteigen, ließ sich die Stadt mit der Hälfte dieser Überschüsse beteiligen. Entsprechend wurde dem Magistrat das Recht eingeräumt, sich über die finanzielle Situation der Unternehmerin informieren zu können.

Beleg über die Zinsgarantie in Höhe von 1750 Mark für das Jahr 1900

Unterdessen bemühte sich der Hohenschönhauser Gemeindevorstand um eine Verlängerung der Strecke zum Schulhaus in der Dorfstraße (ab etwa 1900: Hauptstraße). Die Gesellschaft, vertreten durch den Justizrat Julius Grosse-Leege, wollte dem zustimmen, sofern die Gemeinde einen entsprechenden Kostenbeitrag erbrächte. Diese erklärte sich zunächst bereit, die Kosten zur Bepflasterung der Berliner Straße in Höhe von 50.000 Mark zu übernehmen sowie eine Zinsgarantie von fünf Prozent für sechs Jahre zu übernehmen. Als Grosse-Leege darauf hinwies, dass bei Gewährleistung einer Zinsgarantie der Kreisausschuss erneut hätte verhandeln müssen und somit eine Verzögerung im Ablauf anstand, erhöhte die Gemeinde die Garantie auf jährlich 2500 Mark für die Dauer von zehn Jahren. Der Landrat des Kreises teilte daraufhin der Gemeinde mit, dass er dieses Vorhaben nicht genehmigen werde, da die Summe die Leistungsfähigkeit der Gemeinde übersteige. Er verlangte daher, dass sich die an der Strecke anrainenden Grundstückseigner an der Garantie beteiligten. Die Gesellschaft versprach schließlich günstigere Konditionen: Anstatt 50.000 Mark solle die Gemeinde nun 30.000 Mark zur Pflasterung aufbringen und das Kapital mit fünf Prozent (1500 Mark) über zehn Jahre verzinsen. Am 28. Juni 1898 beschloss die Gemeindevertretung, die Bedingungen der Gesellschaft zu akzeptieren. Als sich genügend Rückzeichner gefunden hatten, genehmigte der Kreisausschuss das Vorhaben.

### Bau und Inbetriebnahme
Mit dem Vertragsabschluss von 1898 hatte sich die Continentale verpflichtet, die behördliche Genehmigung binnen sechs Monaten zu beantragen. Nach Erteilung der Konzession sollte der Bau unverzüglich beginnen und nach einem Jahr abgeschlossen werden, da diese sonst verfiel. Trotz der noch ausstehenden Konzession traf die Gesellschaft im laufenden Jahr erste Bauvorbereitungen und begann alsbald mit der Anlage der Strecke. Die Betriebszentrale sollte entsprechend den Plänen Suermondts in der Bahnhofstraße entstehen. Hier waren der Bau einer Wagenhalle, eines Kraftwerks zur Stromversorgung sowie der Verwaltung vorgesehen. Die Arbeiten kamen relativ zügig voran, sodass die Bahn am Vormittag des 21. Oktober 1899 behördlich abgenommen werden konnte. Die Eröffnung fand im Anschluss statt. Die Wagen, acht Trieb- und sechs Beiwagen, „prangten im Schmuck von Tannenlaub“ und trugen die bayerische Flagge als Hinweis auf das Nürnberger Unternehmen. Rund neun Monate darauf erteilte das Königliche Polizeipräsidium zu Berlin am 16. Juni 1900 die noch ausstehende Konzession.
Die Züge fuhren die Strecke, deren Betriebslänge mit 6616 Metern angegeben war, in 30 Minuten bei einer Höchstgeschwindigkeit von 30 km/h. Die Zugfolge lag bei 20 oder 24 Minuten. Eine dichtere Taktfolge schied zunächst aus, da die elektrische Zentrale noch nicht fertiggestellt war und die Bahn daher ihren Strom aus den Berliner Elektrizitätswerken beziehen musste. Neben dem Personenverkehr hatte das Unternehmen auf Verlangen des Magistrats gegen Entschädigung auch Abfälle, Kloakeninhalte und Leichen in speziell dafür vorgesehenen Wagen zu befördern. Häufigkeit und Umfang der letztgenannten Transporte sind nicht bekannt, jedoch gibt es in den Geschäftsberichten des Unternehmens mehrere Indizien für deren Durchführung. Die Notwendigkeit erklärt sich aus der Tatsache, dass die Bahn die direkte Verbindung zwischen dem Städtischen Krankenhaus im Friedrichshain und dem evangelischen Friedhof der St. Andreas- und St. Markus-Gemeinde sowie dem katholischen Friedhof der St. Pius- und St. Hedwigs-Gemeinde herstellte.

### Verlängerung und Übernahme durch die Große Berliner Straßenbahn
Die Verkehrsleistung war in den ersten Jahren mäßig. 1902 beförderte die Bahn 1,3 Millionen Fahrgäste bei einer Belegschaft von 55 Mann. Eine Dividende wurde nicht ausgezahlt. Die Continentale bemühte sich bereits im Jahr 1900 um eine Verlängerung der Strecke über Kaiserstraße, Alexanderstraße, Grunerstraße, Neue Friedrichstraße und Wallstraße zum Spittelmarkt. Das Polizeipräsidium lehnte den Antrag mit Hinweis auf die geringe Breite der Neuen Friedrichstraße ab. In auswärtiger Richtung wurde der Gesellschaft 1906 die Vor-Konzession zur Verlängerung nach Ahrensfelde mit Option zum neuen Ostkirchhof erteilt. Dieses Vorhaben gelangte nicht zur Umsetzung. Ein erneuter Antrag vom Juli 1919 wurde mangels Bedarf abgelehnt.

Triebwagen 5 der Nordöstlichen Berliner Vorortbahn in Hohenschönhausen, um 1910

Am 10. Dezember 1906 übernahm die neu gegründete Neue Berliner Straßenbahnen Nordost AG die Bahn von der Continentalen Gesellschaft. Diese führte 1907 den 7,5-Minuten-Takt ein und erreichte am 4. August 1908 die Verlängerung um etwa 700 Meter in die unmittelbare Nähe des Alexanderplatzes. Das Streckengleis führte von der Endstelle Waßmannstraße weiter durch die Elisabethstraße zur Kurzen Straße. Die Fahrgastzahlen stiegen dadurch ebenfalls an, sodass das Unternehmen in diesem Jahr eine Dividende von vier Prozent, also 48.000 Mark auszahlen konnte. Um einer weiteren Konkurrenz zuvorzukommen erwarb die GBS, die bereits 1900 die NBPf übernommen hatte, zum 3. Mai 1910 die Aktien des Unternehmens. Dieses firmierte seitdem als Nordöstliche Berliner Vorortbahn AG (NöBV). Gleichzeitig übernahm die GBS die Verwaltung der Bahn.
Im Jahr 1911 beförderte die Bahn etwa vier Millionen Fahrgäste. Besonders starke Nachfrage bestand jährlich zu Pfingsten und Totensonntag. Am 5. Mai 1913 ging die Verlängerung vom Schulhaus zur Kreuzung Wartenberger Straße Ecke Falkenberger Straße (seit 1984: Gehrenseestraße) in Betrieb. Die Linie der NöBV wurde am gleichen Tag bis zur Orankestraße zurückgezogen und erhielt die Linienbezeichnung NO. Die Bedienung des neuen Streckenabschnittes übernahm hingegen die Linie 164 der GBS, die bereits seit dem 15. April 1912 über die Gleise der NöBV zum Bahnhof Landsberger Allee fuhr. Deren westlicher Endpunkt befand sich zunächst am Bahnhof Jungfernheide und ab 1914 in Siemensstadt.

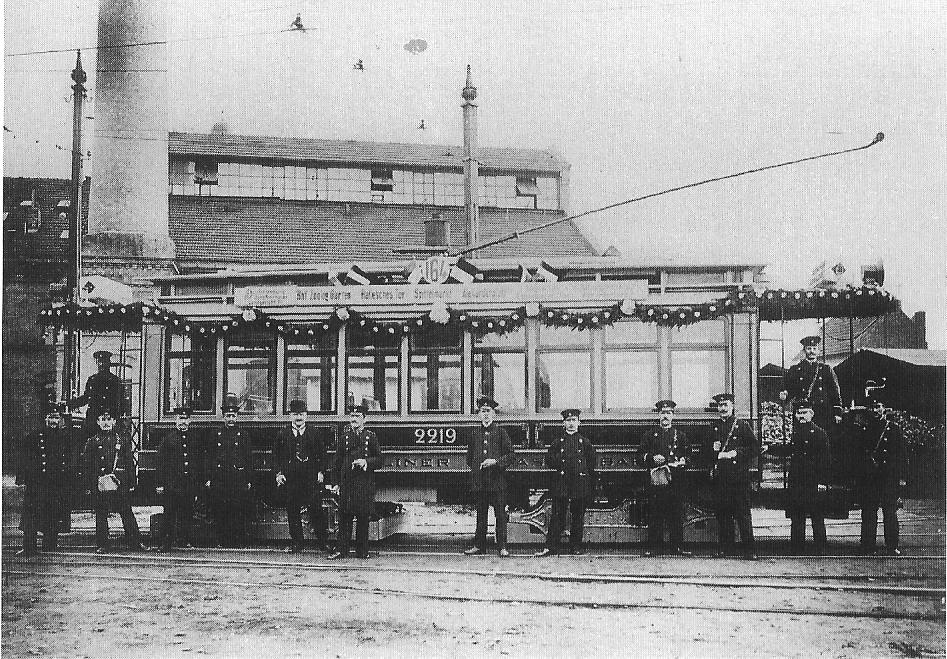
Maximum-Triebwagen 2219 der Großen Berliner Straßenbahn auf der Linie 164 im Betriebshof Degnerstraße, 1912

Nach dem Ausbruch des Ersten Weltkrieges stellte die NöBV den Betrieb auf der Linie NO am 3. August 1914 vorläufig ein. Im Laufe des Jahres 1915 ging sie wieder in Betrieb. Am 28. Mai 1918 kam es zum Abschluss eines neuen Zustimmungsvertrags zwischen der GBS und ihren Nebenbahnen (Berlin-Charlottenburger Straßenbahn, Nordöstliche Berliner Vorortbahn, Südliche Berliner Vorortbahn und Westliche Berliner Vorortbahn) auf der einen und dem Verband Groß-Berlin auf der anderen Seite. Dieser Vertrag erlaubte der GBS unter anderem die Benutzung der Straßen bis 1949. Zudem war nach dem Vertragswerk eine Verschmelzung der GBS mit ihren Nebenbahnen vorgesehen. Zunächst fuhren ab dem 1. Januar 1919 sämtliche Straßenbahnen im Verbandsgebiet auf Rechnung desselben. Am 3. März 1919 gab die Verbandsversammlung dann ihre Zustimmung zur Verschmelzung der einzelnen Bahnen mit der GBS, die am 15. Mai 1919 schließlich vollzogen wurde. Die Rechnungsführung wurde rückführend zum 1. Januar 1918 vereinheitlicht. Die Nordöstliche Berliner Vorortbahn AG hörte damit auf zu existieren. Der Verband kaufte die GBS zwei Monate später auf. Diese ging nach Inkrafttreten des Groß-Berlin-Gesetzes am 1. Oktober 1920 in das Eigentum der Stadt Berlin über. Die Gemeinden Berlin-Hohenschönhausen und Berlin-Lichtenberg wurden am gleichen Tag nach Berlin eingemeindet. Am 13. Dezember 1920 schlossen sich die Große Berliner Straßenbahn, die Straßenbahnen der Stadt Berlin und die Berliner Elektrischen Straßenbahnen zur Berliner Straßenbahn zusammen.

### Entwicklung nach 1920
Die Linien NO und 164 blieben nach der Bildung der Berliner Straßenbahn noch bestehen und bedienten den Abschnitt zwischen Waßmannstraße und Orankestraße gemeinsam. Die Linie NO wurde wahrscheinlich am 15. Dezember 1921 eingestellt, die 164 blieb bis zur vollständigen Betriebseinstellung am 9. September 1923 bestehen und verschwand danach völlig aus dem Berliner Linienschema. Ab dem 10. September 1923 übernahm die Linie 64 die Bedienung bis zur Degnerstraße. Die Abschnitte bis zur Wartenberger Straße sowie in der Elisabethstraße blieben vorerst ohne Verkehr. Ab dem 18. März 1924 fuhr die Linie 66 bis zur Wartenberger Straße, die 64 wurde gleichzeitig bis zum Dönhoffplatz zurückgezogen. Nach der Einstellung der 66 am 1. Dezember 1931 fuhr wieder ausschließlich die 64 nach Hohenschönhausen.
Das westliche Streckenende in der Elisabethstraße wurde nach 1921 nicht mehr planmäßig befahren, blieb aber noch einige Jahre als Betriebsstrecke erhalten. Lediglich ein kurzer Abschnitt zwischen der Kleinen und Großen Frankfurter Straße – letztere wurde Anfang der 1930er Jahre bis zur Landsberger Straße durchgebrochen – diente ab den 1930er Jahren als Endhaltestelle für die Linien mit dem Ziel Alexanderplatz. Diesen Abschnitt legte die BVG-Ost am 3. August 1962 still.
Die 64 bestand über den Zweiten Weltkrieg hinaus bis zur Einstellung des Straßenbahnverkehrs in der Leipziger Straße am 24. August 1970. Ab 1952 ergänzte sie die Linie 63, die nach zweimaliger Umbenennung seit dem 12. Dezember 2004 als M5 zwischen S-Bahnhof Hackescher Markt und Hohenschönhausen, Zingster Straße verkehrt. Der 1899 eröffnete Streckenabschnitt wird von ihr in fast voller Länge befahren.

## Streckenbeschreibung

Streckenverlauf der Straßenbahn Berlin–Hohenschönhausen

Der westliche Endpunkt befand sich seit 1908 in der Kurzen Straße, die unweit des Alexanderplatzes von der Landsberger Straße in Richtung Süden zur Kaiserstraße verlief. In Höhe der ehemaligen Kuppelendstelle befindet sich heute das Haus des Lehrers. Die Strecke führte von der Kurzen Straße über die Elisabethstraße und Waßmannstraße bis zum Büschingplatz, wo sie in die Gleise der bestehenden Strecken einmündete. Die Endhaltestelle von 1899 lag in der Waßmannstraße. Der gesamte Bereich bis zum Büschingplatz wurde beim Umbau des Alexanderplatzes in den 1960er Jahren neu gestaltet und überbaut. Die genannten Straßen wurden in diesem Zeitraum entwidmet.
Im weiteren Verlauf folgte die Bahn den Gleisen der NBPf beziehungsweise GBS entlang der Landsberger Straße und Landsberger Allee bis zur Kreuzung Petersburger Straße/Elbinger Straße (heute: Danziger Straße). Während die Strecke der GBS in die Petersburger Straße einbog, traf von der Elbinger Straße die Strecke der Städtischen Straßenbahn auf die Gleise der Hohenschönhauser Straßenbahn. Beide Bahnen nutzten den Abschnitt bis zur Ebertystraße gemeinsam. Hinter der Ebertystraße stieg die Straße an, um die Ringbahngleise am Bahnhof Landsberger Allee zu überqueren. Für die Nutzung der Brücke hatte die Continentale Gesellschaft einen jährlichen Betrag in Höhe von 250 Mark an den preußischen Eisenbahnfiskus zu entrichten. Der entsprechende Vertrag wurde auf unbestimmte Zeit abgeschlossen.
An der Kreuzung Landsberger Allee Ecke Oderbruchstraße, Thaerstraße und Roederstraße (heute: Karl-Lade-Straße) bog die Strecke in die Oderbruchstraße ein. Durch die Roederstraße fuhr seit dem 2. November 1912 eine Straßenbahn in Richtung Herzberge. Die Oderbruchstraße war an dieser Stelle gleichzeitig die Grenze zwischen Berlin und Lichtenberg. Die Bahn führte von der Oderbruchstraße aus entlang der Hohenschönhauser Straße und erreichte in Höhe des heutigen Berkenbrücker Steigs die Hohenschönhauser Gemarkung. Der Straßenname wechselte hier in Berliner Straße (seit 1985: Konrad-Wolf-Straße). Seit 1938 liegt die Grenze in diesem Bereich weiter westlich am Weißenseer Weg. An der Bahnhofstraße zweigte ein Gleis zur Zentrale ab, das 1962 über die Oberseestraße zur Blockumfahrung ausgebaut wurde. Die Gemeinde Hohenschönhausen benannte die Bahnhofstraße 1912 in Degnerstraße um, nach dem ersten Direktor der Bahn Friedrich Degner. Die Bahn folgte der Berliner Straße und im Anschluss der Hauptstraße in den Hohenschönhauser Dorfkern. Vor der Einmündung Wartenberger Straße befand sich die erste Endhaltestelle. Die 1913 eröffnete Verlängerung führte weiter über die Wartenberger Straße zur Falkenberger Straße, wo sich eine Kuppelendstelle befand. 1963 entstand im Dreieck zwischen Wartenberger und Falkenberger Straße eine Wendeschleife, die 1984 umgebaut wurde.
Die Gleise wurden in Normalspur (1435 Millimeter) verlegt. Als Antriebssystem wurde der elektrische Betrieb über Oberleitung mit Rollenstromabnehmern festgeschrieben. Die Spannung betrug wie bei der Großen Berliner Straßenbahn 550 Volt Gleichstrom. Für den Fall, dass sich ein anderes Antriebssystem für die Berliner Verhältnisse besser bewähren sollte, wurde dem Unternehmen das Recht eingeräumt, dieses einzuführen. Eventuell auftretende vagabundierende Ströme hatte die Gesellschaft zu verantworten; da sich entlang der Strecke keine wissenschaftliche Einrichtung befand, erübrigte sich dieser Paragraph jedoch. Am 16. August 1954 stellte die BVG-Ost die die Strecke befahrende Linie 64 auf Bügelbetrieb um.

## Tarif
Die Tarifangaben zur Hohenschönhauser Straßenbahn sind äußerst spärlich. Der Fahrpreis soll nach einer Quelle einheitlich zehn Pfennig betragen haben, nach anderen Angaben bestand ein gestaffelter Tarif zu zehn, 15 und 20 Pfennig. Es besteht Grund zur Annahme, dass diese Tarife zu unterschiedlichen Zeiten oder getrennt auf den Linien NO und 164 galten.
Die Große Berliner Straßenbahn und ihre Nebenbahnen führten zum 1. Januar 1901 den Zehn-Pfennig-Einheitstarif ein, der nach 1910 auch auf der Linie der NöBV galt. Eine Ausnahme bildete die Linie 164, die im Anschlussbetrieb auf das Netz der NöBV und der Berlin-Charlottenburger Straßenbahn (BCS) überging. Die GBS erhob auf diesen Linien einen erhöhten Tarif von 20 Pfennig für die gesamte Strecke sowie zehn beziehungsweise 15 Pfennig für einzelne Teilstrecken. Dieser Anschlusstarif wurde im Zustimmungsvertrag vom 28. Mai 1918 aufgehoben und durch einen 12,5-Pfennig-Einheitstarif für sämtliche Linien der GBS und ihrer Nebenbahnen ersetzt. Auf der Strecke nach Hohenschönhausen galt seitdem ausschließlich der Tarif der Berliner Straßenbahn.
Über Ermäßigungen, Zeit- und Sammelkarten liegen keine Informationen vor.

## Betrieb

### Fahrzeuge

Werksaufnahme von Triebwagen 22 vor Montage des Stromabnehmers, 1900

Decksitz-Beiwagen 30 vor dem Umbau zum Triebwagen, um 1909

Triebwagen 32, um 1909

Zur Betriebseröffnung 1899 standen acht Triebwagen (Nummern 1–8) und sechs Beiwagen (Nummern 9–14) zur Verfügung. In den Jahren 1900 und 1901 kamen neun Triebwagen (Nummern 19–23 und 24–27) hinzu, die in ihren Abmessungen und im Aufbau den Berolina-Wagen der GBS glichen, 1902 folgten vier Beiwagen. Diese Fahrzeuge waren in ihren Abmessungen identisch mit den Beiwagen von 1899. Da sie zudem numerisch in die vorhandene Lücke einsortiert wurden (Nummern 15–18), besteht die Vermutung, dass die Fahrzeuge mit den älteren Wagen gemeinsam bestellt wurden. Infolge der Linienverlängerung zur Kurzen Straße beschaffte die Bahn im Jahr 1908 fünf weitere Beiwagen, darunter einen Decksitzwagen.
Mit der Verwaltungsübernahme durch die GBS wurden die Triebwagen von 1899 zu Beiwagen und umgekehrt die Beiwagen von 1908 zu Triebwagen umgebaut. Der Decksitzwagen wurde zum Eindecker umgebaut. Die genauen Gründe für den Umbau der Fahrzeuge sind nicht bekannt. Die Wagen von 1908 verfügten über ein größeres Sitzplatzangebot, zudem waren die Beiwagen 28 und 29 ebenfalls mit Berolina-Fahrgestellen ausgestattet, was die Wartung der Triebwagen vereinfacht haben dürfte. Die neuen Triebwagen übernahmen den Antrieb der alten Fahrzeuge. Einhergehend mit dem Umbau erfolgte eine Neunummerierung des Wagenparks. Triebwagen erhielten Nummern unter 30, Beiwagen entsprechend die darüber. Sämtliche Fahrzeuge gingen 1920 in den Bestand der BSt über. Diese musterte die Fahrzeuge bis 1930 aus, ein Teil ging in den Arbeitswagenpark über.
| Baujahr | Hersteller (mech./elektr.) | Wagen-Nr. bis 1910 | Wagen-Nr. ab 1910 | Wagen-Nr. ab 1920 | Verbleib |
| ------- | -------------------------- | ------------------ | ----------------- | ----------------- | --- |
| 1899    | Busch / Schuckert          | 1–8                | 41–48             | 684–691           | Triebwagen; 1910 zu Beiwagen umgebaut; 1925 Bw 684, 685, 690, 691 ausgemustert; übrige in Bw 2096–2099, 1927 ausgemustert         |
| 1899    | MAN                        | 09–14              | 31–36             | 674–679           | Beiwagen; 1925 in Bw 2086–2091; 1927 in Bw 1697II–1702II und ausgemustert                                                         |
| 1900    | BSI / AEG                  | 19–23              | 1–5               | 3050–3054         | Triebwagen; 1924 Tw 3050 zu A60, bis 1933 ausgemustert; 1924 Tw 3052 zu A122, bis 1929 ausgemustert; übrige bis 1930 ausgemustert |
| 1901    | ? / AEG                    | 24–27              | 6–9               | 3873–3876         | Triebwagen; 1925 Tw 3873 zu Bw 1855; übrige 1929 ausgemustert                                                                     |
| 1902    |                            | 15–18              | 37–40             | 680–683           | Beiwagen; 1925 in Bw 2092–2095; 1927 in Bw 1703II–1706II und ausgemustert                                                         |
| 1908    |                            | 28+29              | 10+11             | 3877+3878         | Beiwagen; 1910 zu Triebwagen umgebaut; 1924 Tw 3877 zu A49; 1929 Tw 3878 ausgemustert                                             |
| 1908    | MAN / AEG                  | 30                 | 12                | 4081              | Decksitz-Beiwagen; 1910 zu Eindeck-Triebwagen umgebaut; 1929 ausgemustert                                                         |
| 1908    | MAN / AEG                  | 31                 | 13                | 4082              | Beiwagen; 1910 zu Triebwagen umgebaut; 1929 ausgemustert                                                                          |
| 1908    | MAN / AEG                  | 32                 | 14                | 4083              | Triebwagen; 1929 ausgemustert |

### Betriebshof

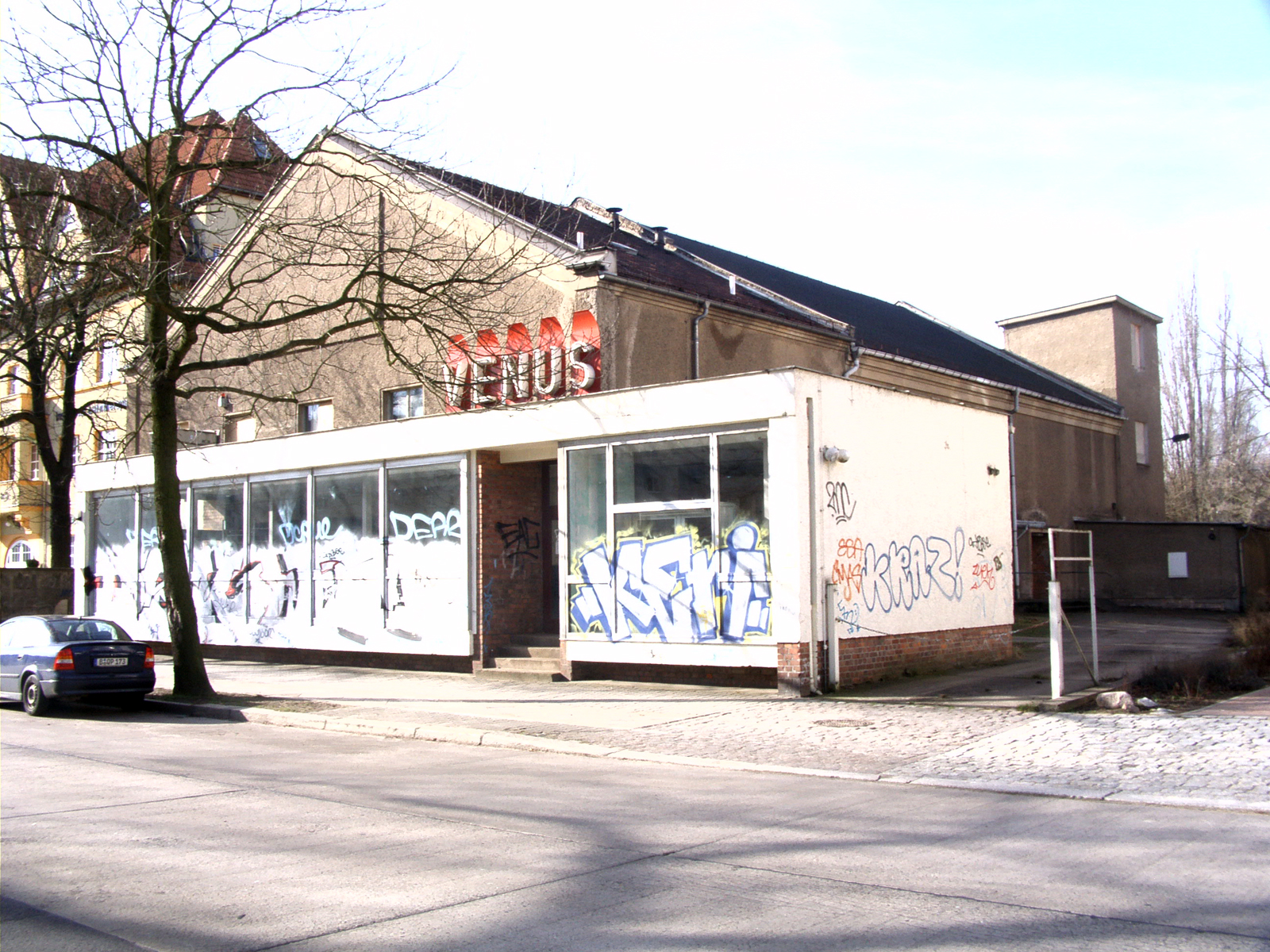
Ehemaliger Verwaltungsbau in der Degnerstraße, 2007

Der Betriebshof lag in der Bahnhofstraße 7–10 (ab 1912: Degnerstraße) in Hohenschönhausen. Im hinteren Grundstücksteil befand sich eine einständige Wagenhalle mit sechs Hallengleisen sowie die daran angeschlossenen Betriebsräume mit Werkstatt, Lackiererei, Tischlerei, Schmiede und Pissoir. Die links von der Einfahrt aus gesehenen Gleise verfügten im vorderen Bereich über Revisionsgruben. Ein weiteres Gleis führte in die links davon gelegene Werkstatt sowie die dahinter gelegene Lackiererei. Im vorderen Teil des Grundstücks stand das Verwaltungsgebäude der Bahn. Auf dem Gelände befand sich ferner ein Elektrizitätswerk zur Stromversorgung.
Der Hof bot 1918 Unterstellmöglichkeiten für 41 Wagen auf einer Fläche von 12.608 Quadratmetern. Nach der Übernahme der NöBV durch die GBS führte diese den Hof kurzzeitig unter der Nummer XXIII. Nach dem Zusammenschluss zur BSt Ende 1920 wurde er als Betriebshof geschlossen.
1929 pachtete der Unternehmer Carl Bresin die Halle und richtete darin eine Nährmittelfabrik ein. Im Zweiten Weltkrieg wurde die Halle zerstört, der Verwaltungsbau erlitt schwere Beschädigungen. 1948 erwarb das Ehepaar Anna und Georg Reichardt den beschädigten Verwaltungsbau und richtete darin ein Kino ein. Der Name des 1956 eröffneten Kinos – Uhu – ging auf einen besagten Vogel zurück, der während der Aufbauarbeiten in der Ruine nistete. 1959 übernahm der Berliner Magistrat das Kino und nannte es 1967 in Venus um. In den 1970er und 1980er Jahren diente das Gebäude zudem als zweite Spielstätte des Kabaretts Die Distel, die Vorstellungen fanden dreimal wöchentlich alternierend zu denen im Admiralspalast statt.
Nach der Eröffnung eines Multiplex-Kinos am S-Bahnhof Hohenschönhausen musste das Kino im früheren Betriebshof im Jahr 2000 schließen. Einer vorübergehenden Wiedereröffnung im Jahr 2004 folgte die Einrichtung eines Fotoateliers Ende 2012. Am 23. Oktober 1999 wurde anlässlich des 100-jährigen Jubiläums der Bahn eine Gedenktafel am Gebäude angebracht. Auf dem Gelände befanden sich bis in die 1990er Jahre noch Gleisreste.